# チャック E. チーズ
チャック E. チーズ(Chuck E. Cheese) は、子供をターゲットにゲームセンターの要素が加味されたアメリカ合衆国の大型ピザチェーン店。1977年5月17日、ノーラン・ブッシュネルによって設立。

## 来歴
最初の支店は、1977年5月17日に米国カリフォルニア州サンノゼにChuck E. Cheese's Pizza Time Theatre (チャッキーチーズのピザタイムシアター)という名前で開かれた。食品の提供とアーケードゲーム場を統合した食堂の始まりであり、このコンセプトはアタリの創設者であるノーラン・ブッシュネルによって作られた。
しかし、1984年3月、営業に苦労して破産申請をするようになり、翌年5月には当時競合していたShowBiz Pizza Place (ショービズ・ピザ・プレイス)によって買収され、ShowBiz Pizza Time, Inc.が設立される。その後、2つのブランドが統合されてChuck E. Cheese's Pizza (チャッキーチーズのピザ)にブランド名を変えることになり、1994年にブランド名にあった「Pizza」を除いてChuck E. Cheese's (チャッキーチーズ)に変更する。
1993年12月14日、ネイサン・ダンラップ(Nathan Dunlap)という元従業員がチャック E. チーズから5か月間解雇され、これに激怒したネイサンは4人を射殺、5人を負傷させる事件を起こした後、$1500（17万円)分の金品を持って逃げた。この12時間後、ネイサンは母親のアパートにいる所を逮捕された。
2019年、ブランド名を変更し今日のChuck E. Cheese(チャック E. チーズ)となった。
2020年、コロナウイルス-19の余波で多くのアメリカ企業が被害を受けた。チャック E. チーズもそれを避けられず、チャック E. チーズの親会社であるCEC Entertainment Inc.が財政難で打撃を受け、数多くのチャック E. チーズのチェーン店が閉鎖され、いろいろな困難を経験して最終的に6月25日に破産申請をしながら企業の未来が不透明になった。

## 遊び

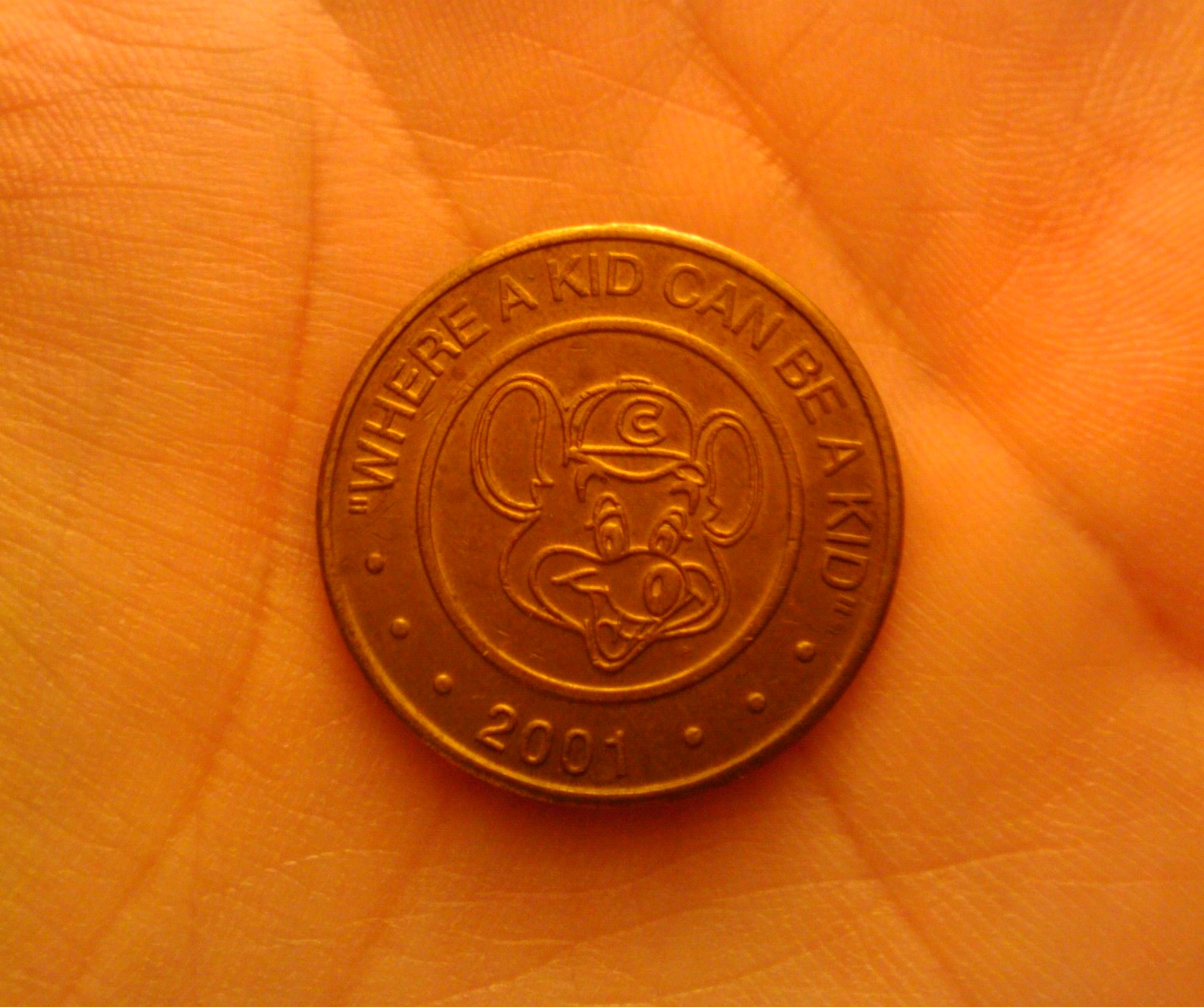
チャック E. チーズのトークン

### ゲームセンター
食堂内にゲームルームが完備されており、食事の他にもゲームを楽しめる。トークンを入れてプレイできるコンピュータゲームやアーケードゲーム機が用意されており、ゲームで得たスコアに応じてチケットに払い戻される。このように集めたチケットは食堂内の商品コーナーでチャック E. チーズ関連商品やおやつ、おもちゃなどと交換することができる。

### 登場人物とアニマトロニクス

アニマトロニックのチャック E. チーズ

チャック E. チーズの最大の特徴はアニマトロニクス技術を導入した公演である。チャック E. チーズは初めて開業して以来、アニマトロニクスの骨格の上に食堂のマスコットキャラクターたちのコスチュームを着て作動させ、あらかじめ声優たちが録音した曲を入れて、まるでキャラクターたちが直接歌を歌って演奏するかのように演出した公演を披露した。
しかし、2015年頃からはこのようなアニマトロニクス公演がどんどん消えていく傾向にある。

### チャック E. チーズのキャラクター情報
チャールズ・エンターテインメント・チーズ (Charles Entertainment Cheese) は、チャック E. チーズチェーン店のマスコットキャラクター。
1977年から1992年までは擬人化されたラットだったが、1993年にマウスに変更された。2012年に売り上げを伸ばすためにより小さな「ヒッパー」版にブランド名を変更した。
声はジョン・ワイドロック (1977年 - 1984年)、スコット・ウィルソン (1984年 - 1993年)、ダンカン・ブラナン (1993年 - 2012年)やジャレット・レディック (2012年 - 現在)。
性別は男性。種は以前はラット (1977年 - 1992年)、現在はマウス (1993年 - 現在)。職業はレストラン経営者、ギタリストやボーカリスト。国籍はアメリカ。

## 食物
メイン料理としてピザ、その他にもチキン、ハンバーガー、揚げ物、ケーキなどの各種インスタント料理を販売する。

## 参照
1. ↑  “Games & Rides” (PHP). Chuck E. Cheese Official Site.   CEC Entertainment, Inc. 2009年6月27日時点のオリジナルよりアーカイブ。2009年5月13日閲覧。
2. ↑  Shamisan, Jacob (2017年6月9日). “The surprising and horrifying backstory behind Charles Entertainment Cheese”. Insider. 2021年11月29日閲覧。